# Adur Etxezarreta
Adur Etxezarreta est un skieur alpin espagnol, né le 27 janvier 1996 à Saint-Sébastien en Espagne. Il est spécialiste de la descente et du super G.

## Biographie
Natif de Saint-Sébastien, Adur Etxezarreta passe sa jeunesse essentiellement en Navarre, à Areso, d'où il se considère originaire.
Il commence à skier à l'âge de dix ans au Club Esquí Navarra. En dehors du club, il skie avec ses parents dans la station française de Luz-Ardiden trois ou quatre week-ends par hiver. À quatorze ans, il déménage au Sierra Nevada Technification Center. En 2016, il fait partie de l'équipe nationale dépendant de la Real Federación Española de Deportes de Invierno (Fédération Royale Espagnole des Sports d'Hiver). Il se spécialise dans la descente et le super G.
Etxezarreta a fait ses débuts en Coupe d'Europe le 21 décembre 2017 à Reiteralm en Autriche lors d'un super G qui se solde par un abandon. Il est sélectionné pour les championnats du monde 2019 et 2021. Il y dispute à chaque fois la descente et le super G, qui se soldent par une 40e place en descente en 2019 et trois abandons. Il devient champion d'Espagne de super G en 2019.
Le 14 janvier 2022, il décroche son premier podium de Coupe d'Europe en descente à Tarvisio en Italie. Il est le premier Espagnol à obtenir un podium dans une descente de ce niveau. Il est ensuite sélectionné pour disputer les Jeux olympiques de Pékin. Il se distingue lors des entraînements de la descente qu'il termine en deuxième et septième position, en sachant qu'il aurait été disqualifié si les règlements de compétition y avaient été appliqués,, avant de se classer 17e de la course, le meilleur résultat d'un Espagnol dans cette discipline, la précédente performance datant de 1980 avec une 27e place pour Francisco Fernández Ochoa. Lors du super G qui a lieu le lendemain, Etxezarreta, parti avec le dossard 42, fait une faute et manque le passage d'une porte, ce qui provoque son abandon.
Sa carrière est perturbée par une blessure à un tendon rotulien, ce qui le prive de la compétition durant deux ans. Sa saison 2022-2023 s'arrête également prématurément en raison d'une fracture du plateau tibial gauche associée à une déchirure partielle du ligament croisé du genou.

## Palmarès

### Jeux olympiques
| Édition / Épreuve | Descente | Super G |
| ----------------- | -------- | ------- |
| JO 2022 Pékin     | 17e      | Abandon |

### Championnats du monde
| Édition / Épreuve      | Descente | Super G |
| ---------------------- | -------- | ------- |
| 2019 Åre               | 40e      | Abandon |
| 2021 Cortina d'Ampezzo | Abandon  | Abandon |

### Championnats du monde junior
| Épreuve / Édition        | Descente | Super G | Combiné |
| Mondiaux junior 2017 Åre | 32e      | Abandon | 51e     |

### Coupe d'Europe
- 1 podium.

### Championnats d'Espagne
- Champion de super G en 2019.